# ФЕСТЕФ
ФЕСТЕФ је Фестивал телевизијског етнолошког филма, који се од 1992. године, одржава се у јулу месецу сваке године у организацији Центра за културу „Драган Кецман” у Кучеву.

## Оснивање
У почетку, Фестивал је био програмски део Смотре „Хомољски мотиви”, уз учешће скромног броја домаћих аутора, да би се временом ситуација мењала. Број аутора и филмова из године у годину се повећавао, па се указала потреба да се Фестивал издвоји као посебан програм, као и да се страним ауторима омогући да конкуришу за награде. 

## Програм и награде
ФЕСТЕФ фаворизује домаћу продукцију тако да се Гран при „Златни пастир” – награда за најбољи филм приказан на Фестивалу, додељује домаћем остварењу. У конкуренцији домаћих филмова њом се награђују најбоља режија, сценарио, камера, етно запис, монтажа и аматерски филм.
У конкуренцији страних филмова додељује се повеља Cedric Dallieri и награда „Златни пастир” за најбољи страни филм. Такође, у страној конкуренцији, додељује се и награда „Сребрни пастир” за изузетан рад у некој делатности унутар производње етнолошког филма.
О свим наградама одлуку доноси Жири који има најмање три члана, а чине је телевизијски и филмски радници и етнолози.
Фестивал траје неколико дана, а завршава се свечаним проглашењем победника, доделом награда и пројекцијом најбољих филмова.

## Пратећи програми
Пратећи програми ФЕСТЕФ-а: Информативни и тематски програми, Округли сто, радионице, предавања...